# В поисках белого бизона
«В поисках белого бизона» (англ. The Boy Hunters) — роман Майн Рида, написанный в 1853 году. Первая часть дилогии «Мальчики-охотники с берегов Миссисипи» (вторая часть —  «Гудзонов залив»). События, описываемые в произведении, происходят в США, в штате Луизиана.

## Сюжет
В городке Пойнт Купе на берегу реки Миссисипи, живёт бывший корсиканец, охотник-натуралист Ленди со своим слугой Гюго и тремя сыновьями: Базилем, Люсьеном и Франсуа. Ленди эмигрировал из Франции после низвержения Наполеона, но испытывал очень тёплые чувства к одному из Бонапартов — Шарлю Люсьену, принцу Музиньянскому, от которого получил письмо с просьбой прислать шкуру белого бизона. Ленди отправляет Гюго купить шкуру где-нибудь неподалёку, но слуге нигде не удаётся её найти. Тогда сыновья Ленди вызываются сами добыть драгоценную шкуру. Братья отправляются в прерии с собакой Маренго, мулом Жаннет и тремя лошадьми. Базиль, Люсьен и Франсуа после многочисленных приключений, всё же достигают своей цели... Поразительную роль в этой истории играет мешочек из бисера, отданный Ленди старшему сыну Базилю.Там хранится реликвия североамериканских индейцев, подаренная Ленди Тенскватавой (Пророком) —  братом великого Текумсе... 